# St. Michael (Remkersleben)

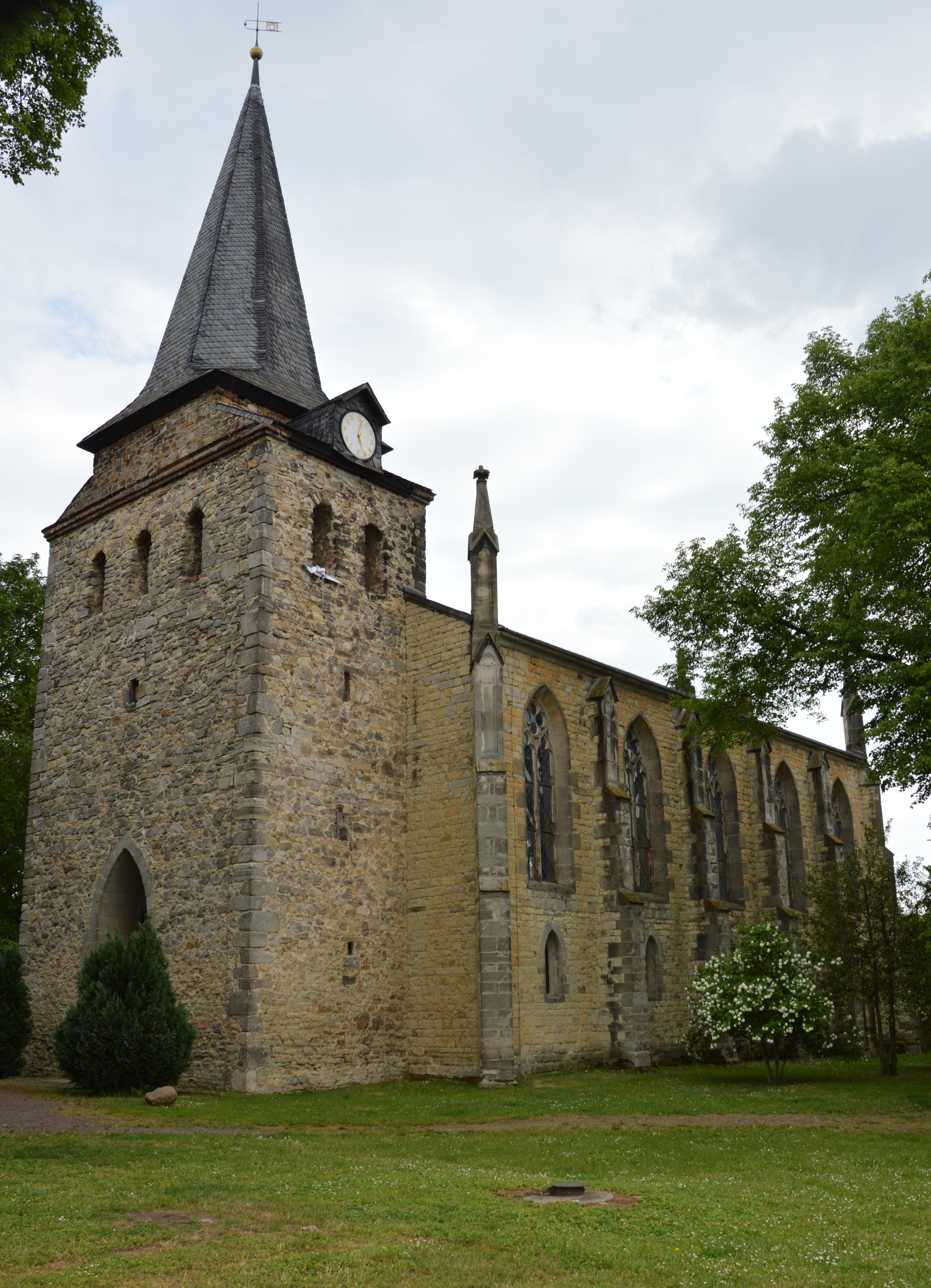
St.-Michael-Kirche

Die St.-Michael-Kirche ist eine evangelische Kirche im Ortsteil Remkersleben der Stadt Wanzleben-Börde in Sachsen-Anhalt.

## Lage

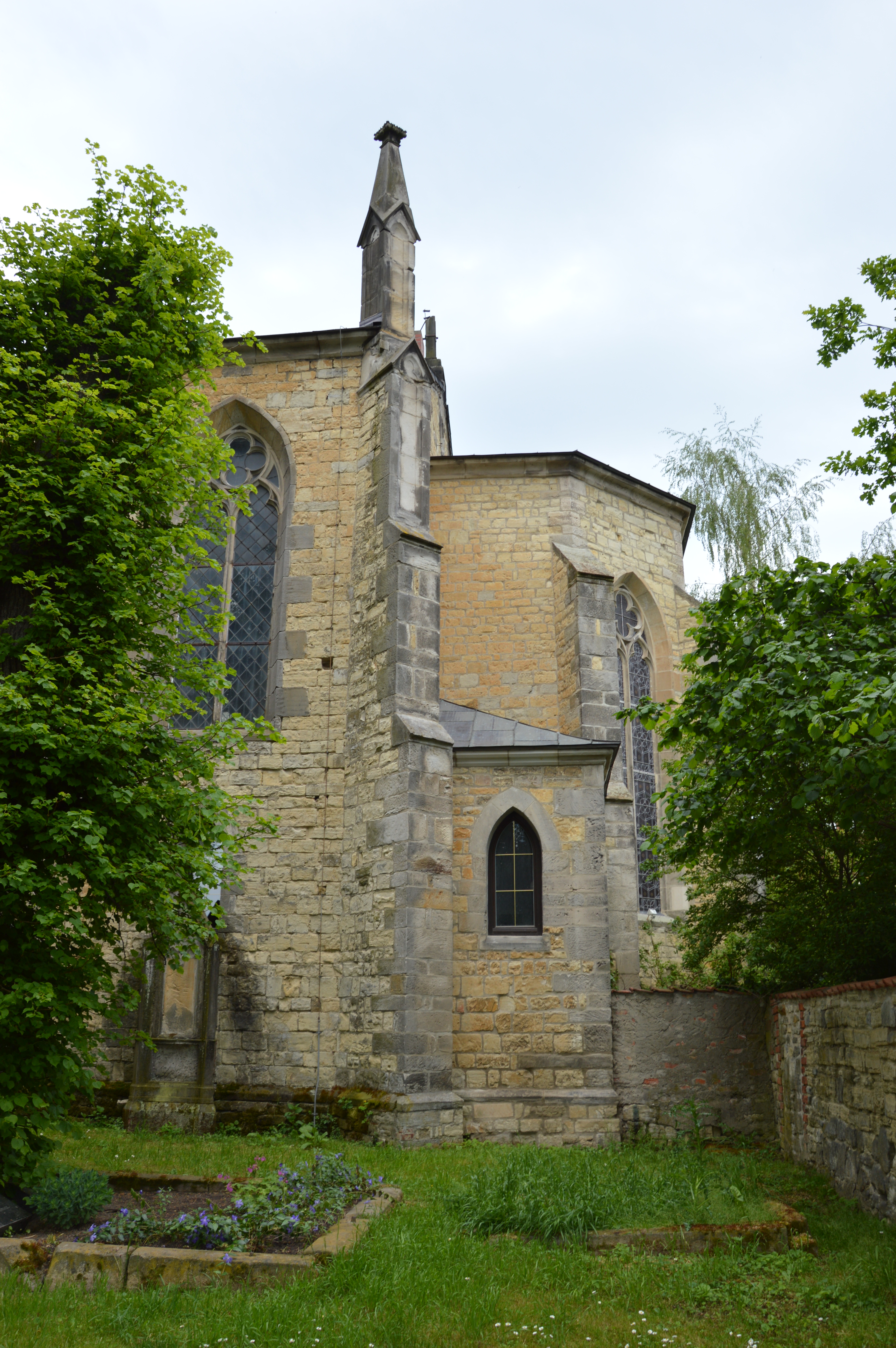
Apsis

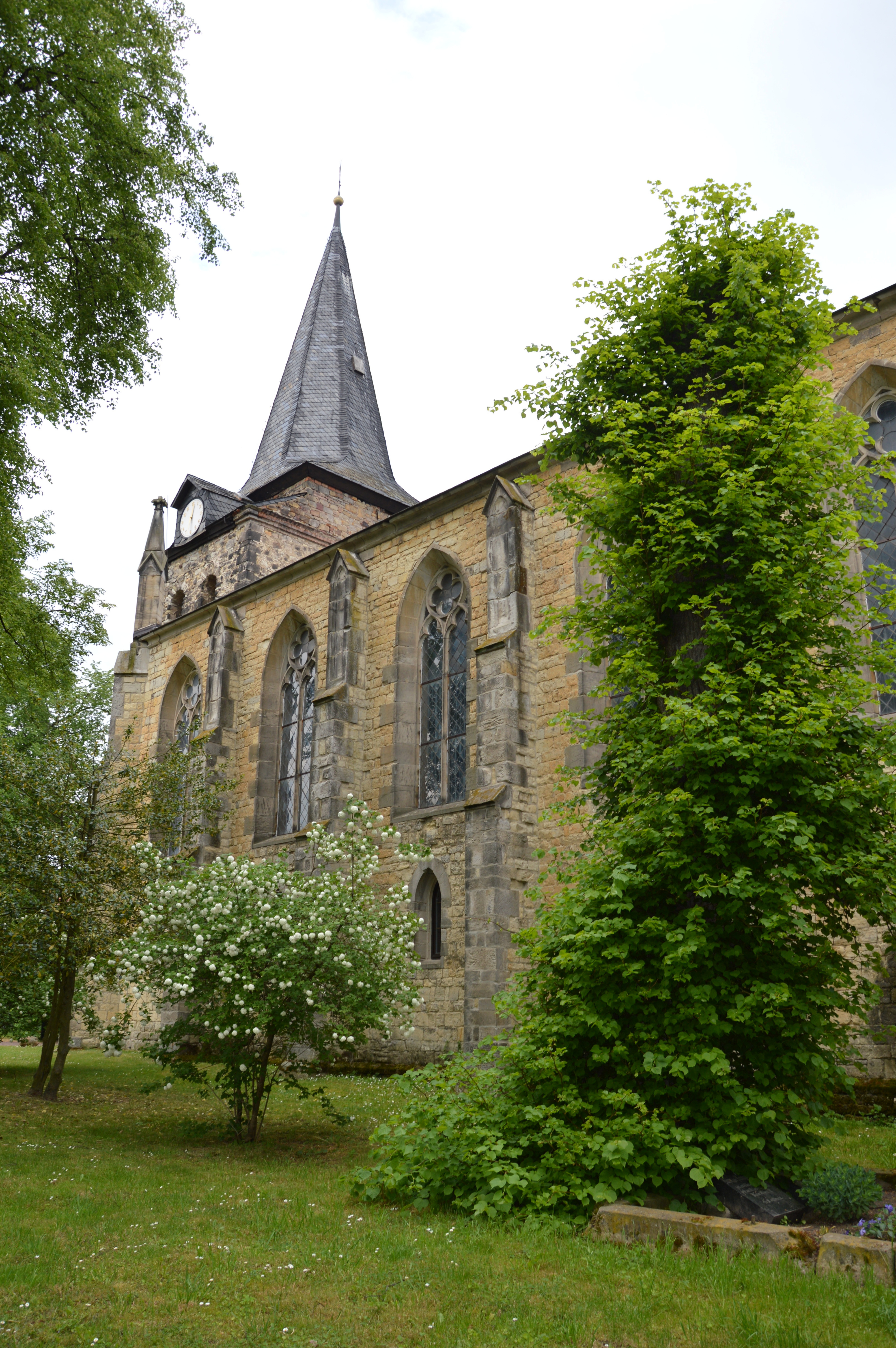
Blick von Südosten

Die Kirche liegt im Ortszentrum von Remkersleben nordwestlich der Alten Dorfstraße und gehört zur Pfarrei Seehausen des Kirchenkreises Egeln der Evangelischen Kirche in Mitteldeutschland.

## Architektur und Geschichte
Der westlich auf rechteckigem Grundriss quer zum Kirchenschiff stehende Kirchturm geht bis auf die Zeit der Romanik zurück. Das heutige Kirchenschiff entstand im Jahr 1855 im Stil der Neogotik. Zugleich wurden jedoch auch am Turm Umbauten vorgenommen. Neben dem Portal wurden dabei auch die Schallöffnungen und der Helm des Kirchturms verändert. An der Ostseite des Kirchenschiffs befindet sich eine polygonale Apsis. Am Langhaus und an der Apsis bestehen zwischen abgetreppten Strebepfeilern zweibahnige Maßwerkfenster.
Das Innere der Kirche wird von einer flachen bemalten Felderdecke überspannt. Es besteht eine dreiseitige Empore, die an der Nordseite des Schiffs bis zur Ostseite reicht. Der barocke Altaraufsatz stammt aus der Zeit um 1690. Er verfügt über ein die Kreuzabnahme Jesu zeigendes Gemälde, welches an den Seiten von gedrehten mit Weinranken verzierten Säulen gerahmt wird. Der in der Kirche befindliche Taufstein entstand um 1740. Er ist als oktogonales Taufbecken gestaltet und wird von Engelsköpfen geziert. Der Schaft ist mit Akanthus geschmückt. Darüber hinaus besteht ein aus Kugeln zusammengesetzter Schaftring.
Die weitere Ausstattung der Kirche stammt aus der Bauzeit des Kirchenschiffs.
1857 schuf der Halberstädter Orgelbauer Wilhelm Boden für die Kirche eine Orgel.
Im örtlichen Denkmalverzeichnis ist die Kirche unter der Erfassungsnummer 094 11971 als Baudenkmal eingetragen.